# Grand Prix automobile d'Australie 2023
GP précédent GP suivant
Le Grand Prix automobile d'Australie 2023 (2023 Formula 1 Rolex Australia Grand Prix), disputé le 2 avril 2023 sur le circuit de l'Albert Park, est la 1082e épreuve du championnat du monde de Formule 1 courue depuis 1950. Il s'agit de la 36e édition du Grand Prix d'Australie comptant pour le championnat du monde de Formule 1 et de la troisième manche du championnat 2023.
Le circuit connaît de nombreux changements qui sont découverts en 2022 par les pilotes : la voie des stands est élargie et la limite de vitesse en course relevée de 60 à 80 km/h. La chicane lente des virages no 9 et no 10 est transformée en enchaînement rapide et le virage no 13, élargi, voit sa limite extérieure relevée en banking pour permettre aux voitures de se suivre sur une plus longue distance et ainsi faciliter les dépassements et les trajectoires multiples au virage no 13.
Max Verstappen se met à l'abri de la concurrence lors de sa seconde tentative en Q3, et réalise sa vingt-deuxième pole position tandis que, sur l'autre Red Bull RB19, Sergio Pérez sort dans le gravier dès le début de la Q1 et s'élancera après le peloton, depuis la voie des stands. Le Néerlandais devance les Mercedes W14 de George Russell, à ses côtés en première ligne, et de Lewis Hamilton qui devance Fernando Alonso en deuxième ligne. Carlos Sainz Jr. occupe la troisième ligne avec Lance Stroll. Auteur du septième temps, Charles Leclerc précède Alexander Albon ; la cinquième ligne est composée de Pierre Gasly et Nico Hülkenberg.
Trois interruptions au drapeau rouge, quatre départs, un dernier tour disputé derrière la voiture de sécurité et trois champions du monde cumulant onze titres sur le podium font de l'édition 2023 du Grand Prix australien une course atypique. Au terme des 58 tours, et plus de 2 h 30 de compétition,  Max Verstappen l'emporte à bord de sa « voiture volante » comme la surnomme Lewis Hamilton, deuxième et, pour la dix-septième année, présent sur un podium. Fernando Alonso s'extrait du chaos ambiant pour se classer une nouvelle fois troisième en trois courses.
Verstappen rate son départ (il déclarera ensuite n'avoir pas eu besoin de se montrer agressif) et George Russell le dépasse au premier virage ; Lewis Hamilton fait de même un peu plus loin. Au milieu du peloton, dès le virage no 4, Charles Leclerc accroche l'Aston Martin de Lance Stroll, sort dans le bac à graviers et ne peut s'en extraire, avant de qualifier son début de saison de désastre. Au huitième tour, Russell s'engage dans la voie des stands pour changer de pneus et ressort septième ; malheureusement pour lui, Alexander Albon percute le mur au tour suivant et la direction de course brandit un drapeau rouge qui offre un arrêt gratuit à tous les autres. Au deuxième départ, Hamilton occupe la tête devant Verstappen, Alonso, Stroll et Pierre Gasly. Le septuple champion du monde ne conserve l'avantage que durant deux tours ; au douzième passage, Verstappen le dépose, prend les commandes et creuse rapidement un écart important. Le Batave, dont l'avance dépasse dix secondes, rate un freinage et effectue un court passage dans le gazon avant de reprendre son irrésistible chevauchée. Après l'abandon de Russell sur casse moteur au dix-huitième tour, les positions se stabilisent derrière le leader : Hamilton, Alonso, Sainz quatrième devant Gasly, puis Stroll, Hülkenberg et Pérez qui remonte progressivement. 
Au cinquante-quatrième tour, Kevin Magnussen tape le mur avec sa roue arrière-droite, brise sa suspension, perd son pneu ainsi que des morceaux de carrosserie en fibre de carbone, ce qui provoque un nouveau drapeau rouge. Le troisième départ arrêté, pour seulement deux tours, conduit à un véritable chaos : Sainz expédie Alonso en tête-à-queue tandis que Gasly rate son freinage, part hors-piste puis, quand il revient sur le tarmac, s'accroche violemment avec son coéquipier Esteban Ocon ; les deux Alpine abandonnent. En fond de peloton, Logan Sargeant emboutit l'AlphaTauri de Nyck de Vries et un troisième drapeau rouge est brandi. Les voitures n'ayant parcouru que quelques hectomètres, l'ordre du quatrième départ, pour un seul tour et derrière la voiture de sécurité, est celui du 56e tour, hormis les pilotes qui ont abandonné ; Alonso récupère ainsi sa troisième place derrière Verstappen et Hamilton. Sainz qui termine quatrième, est pénalisé de cinq secondes pour avoir accroché Alonso et recule hors des points, au douzième rang. Stroll se classe quatrième devant Pérez remonté au cinquième rang. Suivent  Lando Norris, Nico Hülkenberg et Oscar Piastri, passés au travers de tous les pièges de la course. Le rookie de McLaren marque, pour son Grand Prix national, ses quatre premiers points dans la discipline. Bénéficiant aussi des nombreux abandons, Guanyu Zhou et Yuki Tsunoda prennent les derniers points en jeu en scorant pour la première fois de la saison.   
Verstappen, avec deux victoires et une deuxième place en trois courses, domine le championnat du monde avec 69 points et devance son coéquipier Pérez (54 points). Alonso suit avec 45 points, Hamilton se détache au quatrième rang (38 points) devant Sainz, rejoint par Stroll (20 points). Russell septième (18 points), est suivi par Norris qui entre au classement (8 points), Hülkenberg et Leclerc (6 points). Chez les constructeurs, Red Bull Racing (123 points) augmente son avance sur Aston Martin (65 points) et Mercedes (56 points). Le début de saison est difficile pour Ferrari (26 points) qui précède McLaren qui ouvre son score (12 points) ; suivent Alpine (8 points), Haas (7 points), Alfa Romeo (6 points), AlphaTauri et Williams (1 point). Toutes les écuries ont désormais marqué.

## Contexte avant la course
La FIA prend la décision d’élargir les emplacements sur les grilles de départ après les pénalités infligées à Esteban Ocon à Sakhir et à Fernando Alonso à Djeddah ; tous deux avaient été sanctionnés de cinq secondes de pénalité en course pour avoir mal positionné leur monoplace sur la grille. Une ligne centrale est également peinte au centre de chaque emplacement afin d'aider les pilotes à mieux centrer leur monoplace lorsqu'ils reviennent d'effectuer leur tour de formation,. 
Alonso déclare : « La ligne centrale, je ne pense pas que cela va beaucoup nous aider parce que nous nous approchons de notre emplacement en regardant de côté. On ne regarde pas vers l'avant, c'est donc la plus grande difficulté à mon sens. Les vingt centimètres de largeur supplémentaires aideront, du moins en principe… Il y a des circuits, comme Monaco et Imola, où vous commencez toujours un peu de côté parce que si vous ne le faites pas, vous vous crashez car certaines portions de la grille sont légèrement incurvées. Donc nous devrons voir comment nous appliquons les pénalités à ces courses. »
Esteban Ocon pense que ces changements ne changeront rien et prédit de nouvelles pénalités : « C'est parce qu'on ne voit rien d'où on est assis. Nous avons beaucoup travaillé avec mon équipe pour essayer de me rabaisser dans la voiture, d'avoir une position plus basse. Nous étions évidemment en dehors des règles, donc nous méritons la pénalité. Mais oui, il y aura beaucoup plus de voitures pénalisées cette année, c'est sûr. »

## Pneus disponibles
| Pneus pour piste sèche | Pneus pour piste sèche | Pneus pour piste sèche | Pneus pluie    | Pneus pluie |
| ---------------------- | ---------------------- | ---------------------- | -------------- | ----------- |
| Durs (Type C2)         | Medium (Type C3)       | Tendres (Type C4)      | Intermédiaires | Pluie       |

## Essais libres

### Première séance, le vendredi de 12 h 30 à 13 h 30
| Pos. | Pilote           | Voiture               | Chrono         | Écart     |
| ---- | ---------------- | --------------------- | -------------- | --------- |
| 1    | Max Verstappen   | Red Bull-Honda RBPT   | 1 min 18 s 790 |           |
| 2    | Lewis Hamilton   | Mercedes              | 1 min 19 s 223 | + 0 s 433 |
| 3    | Sergio Pérez     | Red Bull-Honda RBPT   | 1 min 19 s 293 | + 0 s 503 |
| 4    | Fernando Alonso  | Aston Martin-Mercedes | 1 min 19 s 317 | + 0 s 527 |
| 5    | Charles Leclerc  | Ferrari               | 1 min 19 s 378 | + 0 s 588 |
| 6    | Carlos Sainz Jr. | Ferrari               | 1 min 19 s 505 | + 0 s 715 |

- La séance d'essais libres est stoppée au drapeau rouge par une subite absence de signal GPS sur le circuit, rendant impossible la localisation des voitures en temps réel[9].

### Deuxième séance, le vendredi de 16 h à 17 h
| Pos. | Pilote           | Voiture               | Chrono         | Écart     |
| ---- | ---------------- | --------------------- | -------------- | --------- |
| 1    | Fernando Alonso  | Aston Martin-Mercedes | 1 min 18 s 887 |           |
| 2    | Charles Leclerc  | Ferrari               | 1 min 19 s 332 | + 0 s 445 |
| 3    | Max Verstappen   | Red Bull-Honda RBPT   | 1 min 19 s 502 | + 0 s 615 |
| 4    | George Russell   | Mercedes              | 1 min 19 s 672 | + 0 s 785 |
| 5    | Carlos Sainz Jr. | Ferrari               | 1 min 19 s 695 | + 0 s 808 |
| 6    | Esteban Ocon     | Alpine-Renault        | 1 min 19 s 725 | + 0 s 838 |

- Après vingt minutes et quelques gouttes, Fernando Alonso réalise le meilleur temps de la session en devançant Charles Leclerc de 445 millièmes de seconde. La pluie s'intensifie ensuite et tous les pilotes rentrent dans leurs garages ; ils en ressortent pour tester les pneus intermédiaires sur une piste mouillée[10].

### Troisième séance, le samedi de 12 h 30 à 13 h 30
| Pos. | Pilote          | Voiture               | Chrono         | Écart     |
| ---- | --------------- | --------------------- | -------------- | --------- |
| 1    | Max Verstappen  | Red Bull-Honda RBPT   | 1 min 17 s 565 |           |
| 2    | Fernando Alonso | Aston Martin-Mercedes | 1 min 17 s 727 | + 0 s 162 |
| 3    | Esteban Ocon    | Alpine-Renault        | 1 min 17 s 938 | + 0 s 373 |
| 4    | George Russell  | Mercedes              | 1 min 17 s 955 | + 0 s 390 |
| 5    | Pierre Gasly    | Alpine-Renault        | 1 min 18 s 094 | + 0 s 529 |
| 6    | Sergio Pérez    | Red Bull-Honda RBPT   | 1 min 18 s 123 | + 0 s 558 |

## Séance de qualifications

### Résultats des qualifications
| Pos.                                                                                      | Pilote           | Écurie                | Qualifications 1 | Qualifications 2 | Qualifications 3 |
| ----------------------------------------------------------------------------------------- | ---------------- | --------------------- | ---------------- | ---------------- | ---------------- |
| 1                                                                                         | Max Verstappen   | Red Bull-Honda RBPT   | 1 min 17 s 384   | 1 min 17 s 056   | 1 min 16 s 732   |
| 2                                                                                         | George Russell   | Mercedes              | 1 min 17 s 654   | 1 min 17 s 513   | 1 min 16 s 968   |
| 3                                                                                         | Lewis Hamilton   | Mercedes              | 1 min 17 s 689   | 1 min 17 s 551   | 1 min 17 s 104   |
| 4                                                                                         | Fernando Alonso  | Aston Martin-Mercedes | 1 min 17 s 832   | 1 min 17 s 283   | 1 min 17 s 139   |
| 5                                                                                         | Carlos Sainz Jr. | Ferrari               | 1 min 17 s 928   | 1 min 17 s 349   | 1 min 17 s 270   |
| 6                                                                                         | Lance Stroll     | Aston Martin-Mercedes | 1 min 17 s 873   | 1 min 17 s 616   | 1 min 17 s 308   |
| 7                                                                                         | Charles Leclerc  | Ferrari               | 1 min 18 s 218   | 1 min 17 s 390   | 1 min 17 s 369   |
| 8                                                                                         | Alexander Albon  | Williams-Mercedes     | 1 min 17 s 962   | 1 min 17 s 761   | 1 min 17 s 609   |
| 9                                                                                         | Pierre Gasly     | Alpine-Renault        | 1 min 18 s 312   | 1 min 17 s 574   | 1 min 17 s 675   |
| 10                                                                                        | Nico Hülkenberg  | Haas-Ferrari          | 1 min 18 s 029   | 1 min 17 s 412   | 1 min 17 s 735   |
| 11                                                                                        | Esteban Ocon     | Alpine-Renault        | 1 min 17 s 770   | 1 min 17 s 768   |                  |
| 12                                                                                        | Yuki Tsunoda     | AlphaTauri-Honda RBPT | 1 min 18 s 471   | 1 min 18 s 099   |                  |
| 13                                                                                        | Lando Norris     | McLaren-Mercedes      | 1 min 18 s 243   | 1 min 18 s 119   |                  |
| 14                                                                                        | Kevin Magnussen  | Haas-Ferrari          | 1 min 18 s 159   | 1 min 18 s 129   |                  |
| 15                                                                                        | Nyck de Vries    | AlphaTauri-Honda RBPT | 1 min 18 s 450   | 1 min 18 s 335   |                  |
| 16                                                                                        | Oscar Piastri    | McLaren-Mercedes      | 1 min 18 s 517   |                  |                  |
| 17                                                                                        | Zhou Guanyu      | Alfa Romeo-Ferrari    | 1 min 18 s 540   |                  |                  |
| 18                                                                                        | Logan Sargeant   | Williams-Mercedes     | 1 min 18 s 557   |                  |                  |
| 19                                                                                        | Valtteri Bottas  | Alfa Romeo-Ferrari    | 1 min 18 s 714   |                  |                  |
| Temps minimal à réaliser pour la qualification : 1 min 22 s 800 (107 % de 1 min 17 s 384) |                  |                       |                  |                  |                  |
| Nq.                                                                                       | Sergio Pérez     | Red Bull-Honda RBPT   | Pas de temps     |                  |                  |

### Grille de départ
- Sergio Pérez, initialement non qualifié après avoir effectué une sortie de piste dès son premier tour lancé, est repêché par les commissaires et autorisé à prendre le départ depuis la dernière place de la grille ; il prend finalement le départ depuis la voie des stands, sa voiture ayant été modifiée sous le régime du parc fermé[13] ;
- Valtteri Bottas, auteur du dix-neuvième temps, prend le départ depuis la voie des stands, sa voiture ayant été modifiée sous le régime du parc fermé[13].

## Course

### Classement de la course
| Pos. | no | Pilote           | Écurie                | Tours | Temps/Abandon                      | Grille  | Points |
| ---- | -- | ---------------- | --------------------- | ----- | ---------------------------------- | ------- | ------ |
| 1    | 1  | Max Verstappen   | Red Bull-Honda RBPT   | 58    | 2 h 32 min 38 s 371 (120,332 km/h) | 1       | 25     |
| 2    | 44 | Lewis Hamilton   | Mercedes              | 58    | + 0 s 179                          | 3       | 18     |
| 3    | 14 | Fernando Alonso  | Aston Martin-Mercedes | 58    | + 0 s 769                          | 4       | 15     |
| 4    | 18 | Lance Stroll     | Aston Martin-Mercedes | 58    | + 3 s 082                          | 6       | 12     |
| 5    | 11 | Sergio Pérez     | Red Bull-Honda RBPT   | 58    | + 3 s 320                          | Pitlane | 10 + 1 |
| 6    | 4  | Lando Norris     | McLaren-Mercedes      | 58    | + 3 s 701                          | 13      | 8      |
| 7    | 27 | Nico Hülkenberg  | Haas-Ferrari          | 58    | + 4 s 939                          | 10      | 6      |
| 8    | 81 | Oscar Piastri    | McLaren-Mercedes      | 58    | + 5 s 382                          | 16      | 4      |
| 9    | 24 | Zhou Guanyu      | Alfa Romeo-Ferrari    | 58    | + 5 s 713                          | 17      | 2      |
| 10   | 22 | Yuki Tsunoda     | AlphaTauri-Honda RBPT | 58    | + 6 s 052                          | 12      | 1      |
| 11   | 77 | Valtteri Bottas  | Alfa Romeo-Ferrari    | 58    | + 6 s 513                          | Pitlane |        |
| 12   | 55 | Carlos Sainz Jr. | Ferrari               | 58    | + 6 s 594 (dont 5 s de pénalité)   | 5       |        |
| 13   | 10 | Pierre Gasly     | Alpine-Renault        | 56    | Accrochage                         | 9       |        |
| 14   | 31 | Esteban Ocon     | Alpine-Renault        | 56    | Accrochage                         | 11      |        |
| 15   | 21 | Nyck de Vries    | AlphaTauri-Honda RBPT | 56    | Accrochage                         | 15      |        |
| 16   | 2  | Logan Sargeant   | Williams-Mercedes     | 56    | Accrochage                         | 18      |        |
| 17   | 20 | Kevin Magnussen  | Haas-Ferrari          | 52    | Accident                           | 14      |        |
| Abd. | 63 | George Russell   | Mercedes              | 17    | Moteur                             | 2       |        |
| Abd. | 23 | Alexander Albon  | Williams-Mercedes     | 6     | Accident                           | 8       |        |
| Abd. | 16 | Charles Leclerc  | Ferrari               | 0     | Accrochage                         | 7       |        |

### Pole position et record du tour
- Pole position :  Max Verstappen (Red Bull-Honda RBPT) en 1 min 16 s 732 (247,625 km/h)[15].
- Meilleur tour en course :  Sergio Pérez (Red Bull-Honda RBPT) en 1 min 20 s 235  (236,814 km/h) au cinquante-troisième tour ; cinquième de la course, il remporte le point bonus associé au meilleur tour[16].

### Tours en tête
- George Russell (Mercedes) : 6 tours (1-6)[17]
- Lewis Hamilton (Mercedes) : 5 tours (7-11)
- Max Verstappen (Red Bull-Honda RBPT) : 47 tours (12-58)

## Classements généraux à l'issue de la course
| Pos. | Pilote           | Écurie                | Points |
| ---- | ---------------- | --------------------- | ------ |
| 1    | Max Verstappen   | Red Bull-Honda RBPT   | 69     |
| 2    | Sergio Pérez     | Red Bull-Honda RBPT   | 54     |
| 3    | Fernando Alonso  | Aston Martin-Mercedes | 45     |
| 4    | Lewis Hamilton   | Mercedes              | 38     |
| 5    | Carlos Sainz Jr. | Ferrari               | 20     |
| 6    | Lance Stroll     | Aston Martin-Mercedes | 20     |
| 7    | George Russell   | Mercedes              | 18     |
| 8    | Lando Norris     | McLaren-Mercedes      | 8      |
| 9    | Nico Hülkenberg  | Haas-Ferrari          | 6      |
| 10   | Charles Leclerc  | Ferrari               | 6      |
| 11   | Valtteri Bottas  | Alfa Romeo-Ferrari    | 4      |
| 12   | Oscar Piastri    | McLaren-Mercedes      | 4      |
| 13   | Esteban Ocon     | Alpine-Renault        | 4      |
| 14   | Pierre Gasly     | Alpine-Renault        | 4      |
| 15   | Zhou Guanyu      | Alfa Romeo-Ferrari    | 2      |
| 16   | Kevin Magnussen  | Haas-Ferrari          | 1      |
| 17   | Alexander Albon  | Williams-Mercedes     | 1      |
| 18   | Yuki Tsunoda     | AlphaTauri-Honda RBPT | 1      |

| Pos. | Écurie                | Points |
| ---- | --------------------- | ------ |
| 1    | Red Bull-Honda RBPT   | 123    |
| 2    | Aston Martin-Mercedes | 65     |
| 3    | Mercedes              | 56     |
| 4    | Ferrari               | 26     |
| 5    | McLaren-Mercedes      | 12     |
| 6    | Alpine-Renault        | 8      |
| 7    | Haas-Ferrari          | 7      |
| 8    | Alfa Romeo-Ferrari    | 6      |
| 9    | AlphaTauri-Honda RBPT | 1      |
| 10   | Williams-Mercedes     | 1      |

## Statistiques
Le Grand Prix d'Australie 2023 représente :
- la 22e pole position de Max Verstappen[20] ;
- la 37e victoire de Max Verstappen[21] ;
- la 95e victoire de Red Bull[22] ;
- la 3e victoire de Honda RBPT en tant que motoriste[23] ;
- les 1ers points d'Oscar Piastri pour son troisième départ en Grand Prix[24].

Au cours de ce Grand Prix :
- en montant sur un podium pour la dix-septième année, Lewis Hamilton bat le record de Michael Schumacher[25] ;
- en menant une épreuve pour la dix-septième année, Lewis Hamilton bat le record de Michael Schumacher[26] ;
- Fernando Alonso passe la barre des 2 100 points inscrits en Formule 1 (2 106 points)[27] ;
- Sergio Pérez est élu « pilote du jour » à l'issue d'un vote organisé sur le site officiel de la Formule 1[28] ;
- Enrique Bernoldi (28 Grands Prix disputés entre 2001 et 2002 avec Arrows) est nommé conseiller par la FIA pour aider dans leurs jugements le groupe des commissaires de course[29].